# El Carmen (Chile)
El Carmen – miasto w Chile, w regionie Ñuble, w prowincji Diguillín.